# Kohlberg Kravis Roberts & Co.
Pour les articles homonymes, voir KKR (homonymie).
KKR & Co. L.P. (précédemment Kohlberg Kravis Roberts & Co.) (NYSE : KKR) est un fonds d'investissement américain et l'un des plus anciens et des plus importants au monde. 
Depuis sa fondation en 1976, il a réalisé certaines des plus importantes opérations de leveraged buyout, technique financière d'acquisition dont il a été le pionnier, comme celles sur Beatrice Foods en 1985, sur RJR Nabisco en 1989 et sur TXU en 2007. Basé à New York, KKR doit son nom à ses trois fondateurs : Jerome Kohlberg, Jr. (en), Henry Kravis (en) et George R. Roberts (en).

## Histoire
Henry Kravis, né en 1944 fait des études au Claremont Men's College puis à la Columbia Business School. Son cousin germain, George Roberts, né la même année, commence son cursus à la Culver Military Academy puis rejoint Claremont Men's College.
Roberts obtient son premier emploi chez Bear Stearns où il aide son cousin Henry à entrer. Roberts et Kravis travaillent au département du financement par la dette de rachat d'entreprises (LBO) sous la direction de Jerome Kohlberg. Celui-ci démissionne de Bear Stearns en 1976, suivi par Roberts et Kravis pour créer KKR, avec un capital de 120 000 dollars. L'entreprise se spécialise dans la constitution d'un montant de liquidités confié par des investisseurs pour financer des rachats hostiles d'entreprises. Les dettes ainsi contractées pour acquérir les sociétés cibles sont remboursées par la vente de branches non rentables (démantèlement de la cible) et par une réduction des coûts (délocalisation, sous-traitance, licenciements). KKR, spécialisé dans la technique du LBO, se constitue un trésor de guerre en facturant 20 % des profits de la restructuration, 1,5 % du montant de la transaction et une participation capitalistique dans chaque société rachetée.
Profitant d'une hospitalisation, Roberts et Kravis, avec le conseil d'administration, évincent Kohlberg de KKR en 1987.
En 1988, KKR effectue une OPA hostile de 31 milliards de dollars américains en rachetant RJR Nabisco. KKR devient le second conglomérat industriel des États-Unis. Le fonds dispose alors de liquidités dépassant les 50 milliards de dollars avec un chiffre d'affaires équivalent alors à celui d'IBM. 
Parmi d'autres opérations de rachat, on peut citer :
- En 2005, la société canadienne Masonite International pour la somme de 1,9 milliard de dollars. Le 3 mars 2009, elle a cédé celle-ci à ses créanciers[4].
- En 2006, avec le fonds de Goldman Sachs, la branche « manutention » du groupe Linde[5].

En septembre 2013, Panasonic annonce la vente de 80 % de sa division médicale à KKR pour 165 milliards de yens soit 1,67 milliard de dollars et fin 2014 le fonds d'investissement s'associe à Andrea Bonomi lors de sa tentative d'OPA hostile sur le Club Méditerranée.
Aujourd'hui, KKR est investi dans plus de 65 % des 500 plus grosses sociétés mondiales et depuis sa création en 1976, le fonds obtient en moyenne un taux annuel de rentabilité de 27 %.
En avril 2018, KKR décide d'abandonner la structure juridique du partnership pour devenir une entreprise classique.

## Actionnaires
Au 23 avril 2019.
| Nom                             | Actions    | %      |
| ValueAct Capital Management.    | 49 700 000 | 9,27 % |
| The Vanguard Group              | 37 581 370 | 7,01 % |
| Vulcan Value Partners.          | 25 434 592 | 4,74 % |
| Jackson Square Partners.        | 22 946 175 | 4,28 % |
| Fidelity Management & Research. | 22 725 701 | 4,24 % |
| Principal Global Investors.     | 16 396 377 | 3,06 % |
| T. Rowe Price Associates.       | 13 256 556 | 2,47 % |
| Henry Kravis                    | 11 338 582 | 2,11 % |
| Akre Capital Management.        | 10 000 000 | 1,86 % |
| Egerton Capital.                | 9 764 618  | 1,82 % |

## Sociétés contrôlées
Courantes (en 2008, liste partielle)
- Winoa (anciennement Wheelabrator Allevard) est racheté en novembre 2013 à hauteur de 85 % par KKR et deux de ses fonds affiliés (DK et Benett) à LBO France. À cette occasion, la société est valorisée autour de 270 millions d'euros[11].
- Legrand (entreprise) (1 %)
- Toys "R" Us : acheté en 2005 aux côtés de Bain Capital et Vornado Reality Trust pour 6,6 milliards de dollars[12]
- Pages Jaunes Groupe, entreprise française acquise en 2006 auprès de France Telecom
- Philips Semiconductors, rebaptisé NXP Semiconductors
- Nielsen
- Alliance Boots
- Kodak (la société a depuis fait faillite)
- BMG Rights Management
- Tarkett
- Webhelp Group
- Inter-industrie-thermique
- Belvedere (8,58 %)[13]
- Albioma

Revendues (liste partielle)
- Groupe Pages Jaunes, entreprise canadienne acquise en 2002 auprès de Bell Canada[14]

2014 rachat des chaînes de supermarché bricolage Lowes
2016 rachat de la branche outillage professionnel metabo 
2018 rachat branche outillage professionnel Koki auprès du groupe japonais Hitachi, Koki devient Hikoki (acronyme de Hitachi et Koki)